# Nationalstraße 13 (Japan)
Die Nationalstraße 13 (jap. 国道13号, Kokudō 13-gō) ist eine wichtige Nord-Süd-Straße in Japan und durchquert die japanische Hauptinsel Honshū von Fukushima bis Akita. 

## Verlauf
- Präfektur Fukushima
  - Fukushima
- Präfektur Yamagata
  - Yonezawa – Nanyō – Kaminoyama – Yamagata – Tendō – Higashine – Murayama – Obanazawa – Shinjō
- Präfektur Akita
  - Yuzawa – Yokote – Daisen – Akita